# Giacomo IV Crispo
Giacomo IV Crispo (zm. 1576) – ostatni wenecki władca Księstwa Naksos w latach 1564-1566. 

## Życiorys
Był synem Giovanni IV Crispo. Był ostatnim panującym z dynastii Crispo. Państwo zostało zdobyte przez Turków. Giacomo uciekł z Naksos do Wenecji. Turcy powierzyli władze nad Księstwem Naksos Żydowi - Józefowi Nasi.